# Lakorn
Lakorn (Thai: ละคร) is het Thaise woord voor toneelstuk, maar wordt ook gebruikt om het Thaise genre soapseries mee aan te duiden. Lakorns worden dagelijks op primetime uitgezonden op de Thaise televisie. Een aflevering duurt meestal twee uur (inclusief reclame). Per aflevering wordt een afgerond verhaal verteld, waardoor het genre meer overeenkomt met de Latijns-Amerikaanse telenovelas dan met westerse series waarin vaker gebruik wordt gemaakt van cliffhangers. Een serie duurt gemiddeld drie maanden, waarbij meestal twee keer per week een aflevering wordt vertoond. Daardoor kan een televisienet drie lakorns tegelijk vertonen. Lakorns trekken veel kijkers, waardoor televisiezenders proberen om die series te krijgen waarin de populairste acteurs spelen. De beste lakorns worden vanaf 20.30 uur vertoond. Lakorns van iets mindere kwaliteit worden vanaf 17.00 uur geprogrammeerd, en duren meestal ook minder lang. Soms worden de betere series een paar jaar na hun eerste vertoning nog een keer herhaald, maar dan in de middaguren.
Er bestaat onder de Thai kritiek op de programmering van lakorns op primetime. Deze critici menen dat de kijkers geen goed beeld krijgen van de realiteit, doordat de lakorns ze een onwerkelijke wereld schetst. Burgers zouden door een te simpele kijk op de wereld makkelijk te manipuleren worden.
Lakorns schetsen meestal de wereld van de bovenklasse van de Thaise maatschappij, meestal vanuit het perspectief van een rijke mannelijke hoofdrolspeler. Oorspronkelijk speelden zij Thaise adel, omdat daar de rijkdom zich bevond. Later werd de hoofdrol vaak een persoon uit de zakenwereld of uit een invloedrijke familie. Deze ontwikkeling volgde de ontwikkelingen in de Thaise maatschappij, waarin de bovenklasse niet meer zo zeer door de adel als wel door gegoede burgerij wordt gevormd.
Sommige lakorns spelen echter niet in de huidige tijd, maar in een historische setting. Deze lakorns worden aangeduid als Lakorn Boran (ละครไทยพื้นบ้าน): klassiek toneelstuk.  Klassieke lakorns zijn meestal gebaseerd op Thaise volksverhalen.
De meeste lakorns bevatten een aantal vaste kenmerken. Met name de populairste series wijken daar zelden van af:
- Het verhaal eindigt altijd gelukkig, met een huwelijk tussen de hoofdpersoon en zijn minnares.
- Aan het begin van de serie worden zo snel mogelijk twee geliefden geïntroduceerd. Het is meestal niet moeilijk om te herkennen wie het verliefde stelletje is, want het betreft meestal de twee populairste acteurs van dat moment.
- In het verhaal komt minimaal één slecht vrouwelijk karakter voor. Het betreft meestal een vrouw die verliefd is op de mannelijke hoofdrol, en het huwelijk waarmee de serie eindigt wil voorkomen.
- Alle conflicten zijn aan het einde van het verhaal opgelost. Iedereen vergeeft elkaar, slechteriken worden gestraft en de goeden beloond.
- Ten bate van de melodramatiek wordt er vaak theatraal en overdreven geacteerd.

Lakorn-acteurs spelen steeds dezelfde rol. Wie in een lakorn een slechterik speelde zal dat in de volgende weer doen, en wie de hoofdrol speelde blijft dat doen. Een verandering komt een enkele keer voor, maar is zeldzaam. Voor (met name vrouwelijk) hoofdrollen is dit gebruik soms problematisch. Naarmate ze ouder worden kunnen ze minder goed doorgaan voor de jonge helden die ze eerder speelden. Daardoor verdwijnen hoofdrolspelers na verloop van tijd geheel van het scherm.